# Trận Münchengrätz
Trận Münchengrätz là một trận đánh trong cuộc Chiến tranh Bảy tuần, diễn ra vào ngày 28 tháng 6 năm 1866. Trong trận chiến này, Binh đoàn thứ nhất của Phổ dưới quyền chỉ huy của Hoàng thân Friedrich Karl (phối hợp với Binh đoàn Elbe do tướng Karl Eberhard Herwarth von Bittenfeld chỉ huy) đã đánh cho Quân đoàn I của Đế quốc Áo dưới sự chỉ huy của tướng Eduard Clam-Gallas và quân đội Sachsen do Thái tử Albrecht chỉ huy đại bại. Ngay từ trước khi Karl tấn công, quân đội Áo - Sachsen tại đây đã được lệnh triệt thoái, và khi trận chiến nổ ra các lực lượng hậu vệ của họ đã chiến đấu mạnh mẽ, trước khi phải triệt thoái với thiệt hại đáng kể (trong đó có hàng ngàn người bị quân đội Phổ bắt làm tù binh). Trong khi đó, cũng như nhiều trận đánh khác thời Chiến tranh Bảy tuần, đoàn quân Phổ thắng trận chỉ hứng chịu thiệt hại nhẹ. Trận Münchengrätz là một trong những chiến thắng liên tiếp của quân Phổ trong cuộc chiến tranh, đã diễn ra cùng ngày với thắng lợi của Thái tử Friedrich Wilhelm trong trận Soor. Với chiến thắng Münchengrätz, quân đội Phổ đã chiếm giữ được toàn bộ chiến tuyến sông Iser.
Trong cuộc Chiến tranh Áo-Phổ năm 1866, Hoàng thân Friedrich Karl – viên tư lệnh Binh đoàn thứ nhất của Phổ, đã tiến đánh xứ Böhmen thuộc Đế quốc Áo. Sau khi Karl đánh bại các lực lượng Áo tại Liebenau và Podol, Binh đoàn Elbe dưới quyền tướng Bittenfeld đã nhanh chóng hội quân với Karl vào ngày 28 tháng 6, đem lại cho Karl 14 vạn quân dưới quyền chỉ huy tối thượng của ông. Về phía Áo, sau khi đánh một trận nhỏ tại Hühnerwasser với các lực lượng của Bittenfeld vào ngày 26 tháng 6, Bá tước Clam-Gallas đã tiến hành triệt thoái về thị trấn Münchengrätz. Mặc dù Friedrick Karl cùng với người tham mưu trưởng của ông là Von Voigts-Rhetz đã lập kế hoạch đánh chiếm Münchengrätz, thực chất các lực lượng Áo - Sachsen tại đây đã bắt đầu triệt thoái về Gitschin theo lệnh của Thái tử Albret xứ Sachsen vào buổi sáng ngày 28 tháng 6. Khi quân đội Phổ bắt đầu cuộc tiến công của mình trong buổi sáng ngày hôm đó, phần lớn binh lực của Áo - Sachsen đã tiến hành thuận lợi cuộc rút lui của mình. Lữ đoàn Leiningen của Áo được lệnh cầm chân Binh đoàn Elbe đã chiến đấu cho đến khi phải rút lui, song sau đó Thái tử Albrecht đã ra lệnh cho họ cầm cự đến trưa. Một trung đoàn người Ý của lữ đoàn này đã có dấu hiệu tan rã và đầu hàng, song các trung đoàn người Đức, Hungary,... đã kháng cự trước khi phải thoái lui với tổn thất nặng nề. Trong khi quân của Clam-Gallas gần như là đã bị quân của Bittenfeld đập tan, Hoàng thân Karl đã chiếm được đồi Musky, các ngôi làng Musky và Dneboch, và đống đổ nát của ngôi làng. Hai bên lại tiếp tục giao tranh lẻ tẻ, và cuối cùng quân đội Phổ đã nắm trọn Münchengrätz trong tay mình, đồng thời cuộc hội quân giữa Karl và Bittenfeld đã được hoàn tất. Phần lớn số tù binh không bị thương mà quân Phổ bắt được là binh lính người gốc Ý của quân Áo.
Mặc dù đồi Musky và Kláster là các cứ điểm vững mạnh của quân đồng minh Áo - Sachsen trong trận chiến, quân Phổ đã chiếm được chúng chỉ với 14 tiểu đoàn. Sau khi rút chạy về Gitschin, quân đội Áo và Sachsen đã thiết lập một vị trí kiên cố ở phía trước thị trấn này. Về phía mình, quân đội Phổ sau trận thắng tại Münchengrätz đã tổ chức cuộc truy kích đối phương về Gitschin. Trong trận Gitschin đẫm máu vào ngày 29 tháng 6, Hoàng thân Friedrich Karl một lần nữa đánh tan quân đồng minh Áo - Sachsen, gây cho quân đoàn của Clam-Gallas bị thiệt hại nặng.